# Quality (album)
Quality – debiutancki album studyjny amerykańskiego rapera Taliba Kweliego. Został wydany w listopadzie 2002 roku. Wydawcą były dwie wytwórni: Rawkus Records i Universal Music Group. W celu promocji tytułu wydano trzy single pt. "Good To You", "Waiting For The DJ" i "Get By". Płyta zadebiutowała na 21 miejscu listy przebojów Billboard 200 i na 6. pozycji notowania Top R&B/Hip-Hop Albums. Krytycy muzyczni oceniali album bardzo wysoko.

## Lista utworów
| Nr | Tytuł                        | Producent(ci)             | Wykonawcy                                                                                 |
| -- | ---------------------------- | ------------------------- | ----------------------------------------------------------------------------------------- |
| 1  | "Keynote Speaker"            | Eric Krasno               | Dave Chappelle                                                                            |
| 2  | "Rush"                       | Megahertz                 | Talib Kweli, Xzibit                                                                       |
| 3  | "Get By"                     | Kanye West                | Talib Kweli, Abby Dobson, Chinua Hawk, Kendra Ross, Vernetta Bobien, William "Na2" Taylor |
| 4  | "Shock Body"                 | DJ Scratch                | Talib Kweli, McKay, Tiffany Phinazee                                                      |
| 5  | "Gun Music"                  | Megahertz                 | Cocoa Brovaz, Talib Kweli, Junior Cat, Michael Rapaport                                   |
| 6  | "Waitin' for the DJ"         | Dahoud Darien             | Bilal, Talb Kweli                                                                         |
| 7  | "Joy"                        | Ayatollah                 | Mos Def, Talib Kweli                                                                      |
| 8  | "Talk to You (Lil' Darlin')" | Soulquarians, Talib Kweli | Bilal, Talib Kweli, Aisha Mike                                                            |
| 9  | "Guerrilla Monsoon Rap"      | Kanye West                | Black Thought, Kanye West, Pharoahe Monch, Talib Kweli                                    |
| 10 | "Put It in the Air"          | DJ Quik                   | DJ Quik, Talib Kweli                                                                      |
| 11 | "The Proud"                  | Ayatollah                 | Talib Kweli, Jeymes Samuel                                                                |
| 12 | "Where Do We Go"             | J Dilla                   | Res, Talib Kweli                                                                          |
| 13 | "Stand to the Side"          | J Dilla                   | Novel, Talib Kweli, Vinia Mojica                                                          |
| 14 | "Good to You"                | Kanye West                | Talib Kweli                                                                               |
| 15 | "Won't You Stay"             | Supa Dave West            | Kendra Ross, Talib Kweli                                                                  |

## Sample
- "Get By" zawiera sample z utworu "Sinnerman" wykonawcy Nina Simone
- "Get By" zawiera sample z utworu "Doggone" wykonawcy Love
- "Shock Body" zawiera sample z utworu "Boys With Toys" wykonawcy Gap Mangione
- "Good To You" zawiera sample z utworu "Simply Beautiful" wykonawcy Al Green
- "Guerilla Monsoon Rap" zawiera sample z utworu "I Never Had It So Good (And Felt So Bad)" wykonawcy The Chi-Lites